# 1731
1731 (MDCCXXXI) byl rok, který dle gregoriánského kalendáře započal pondělím.

## Vědy a umění
- poprvé byla udělena Copleyho medaile

## Narození

### Česko
- 7. září – Antonín Brosmann, katolický řeholník a skladatel († 16. září 1798)
- 4. listopadu – Karel Josef Biener z Bienenberka, topograf a archeolog († 20. ledna 1798)
- 8. prosince – František Xaver Dušek, skladatel, harfeník a klavírista († 12. února 1799)
- neznámé datum – Josef Jan Šarapatka, skladatel a varhaník († 17. ledna 1795)

### Svět
- 12. února – Matej Butschany, slovenský fyzik a matematik († 2. srpna 1796)
- 16. února – Marcello Bacciarelli, italský malíř působící v Polsku († 5. ledna 1818)
- 2. června – Martha Washingtonová, manželka prezidenta USA George Washingtona († 22. května 1802)
- 19. června – Joaquim Machado de Castro, portugalský sochař († 17. listopadu 1822)
- 10. října – Henry Cavendish, britský fyzik a chemik († 24. února 1810)
- 27. října – Charlotte Cavendishová, markýza z Hartingtonu, anglická šlechtična († 8. prosince 1754)
- 4. listopadu – Marie Josefa Saská, manželka francouzského následníka trůnu Ludvíka Ferdinanda († 13. března 1767)
- 26. listopadu – William Cowper, anglický básník († 25. dubna 1800)
- 7. listopadu – Robert Rogers, velitel francouzské záškodnické jednotky zvané Rogers’ Rangers († 18. května 1795)
- 12. prosince – Erasmus Darwin, anglický lékař, filosof, vynálezce a básník († 18. dubna 1802)
- 13. prosince – František Tomáš z Ditrichštejna, česko-rakouský šlechtic († 29. listopadu 1813)
- neznámé datum
  - Dirk van der Aa, nizozemský rokokový malíř († 23. února 1809)
  - Ignác Schröffel z Mannsberku moravský ekonom a císařský úředník († 25. prosince 1805)

## Úmrtí

### Česko
- 8. března – Ferdinand Maxmilián Brokoff, sochař a řezbář (* 12. září 1688)
- 7. srpna – František Ferdinand Khünburg, arcibiskup pražský (* 5. února 1651)

### Svět
- 27. ledna – Bartolomeo Cristofori, italský výrobce hudebních nástrojů (* 4. května 1655)
- 15. února – María de León y Delgado, španělská jeptiška a mystička (* 23. března 1643)
- 22. února – Frederik Ruysch, nizozemský anatom a botanik (* 23. března 1638)
- 24. dubna – Daniel Defoe, anglický spisovatel (* asi 1660)
- 28. srpna – Charles Boyle, 4. hrabě z Orrery, britský generál a šlechtic (* 28. července 1674)
- 7. září – Jevdokija Lopuchinová, první manželka cara Petra Velikého (* 9. července 1669)
- 30. listopadu – Brook Taylor, anglický matematik (* 18. srpna 1685)

## Hlavy států
- Francie – Ludvík XV. (1715–1774)
- Habsburská monarchie – Karel VI. (1711–1740)
- Osmanská říše – Mahmud I. (1730–1754)
- Polsko – August II. (1709–1733)
- Portugalsko – Jan V. (1706–1750)
- Prusko – Fridrich Vilém I. (1713–1740)
- Rusko – Anna Ivanovna (1730–1740)
- Španělsko – Filip V. (1724–1746)
- Švédsko – Frederik I. (1720–1751)
- Velká Británie – Jiří II. (1727–1760)
- Papež – Klement XII. (1730–1740)
- Japonsko – Nakamikado (1709–1735)
- Perská říše – Tahmásp II.